# 岐阜大学応用生物科学部附属動物病院
岐阜大学応用生物科学部附属動物病院（ぎふだいがくおうようせいぶつかがくぶふぞくどうぶつびょういん）は、岐阜大学応用生物科学部に附属する飼育動物診療施設（動物病院）。岐阜大学動物病院ともいう。

## 特徴
日本では数少ない大学附属の飼育動物診療施設（動物病院）で、東海地方では唯一の大学附属動物病院である。これは岐阜大学には全国にも少ない獣医学課程があることからである。国内でも少ない、リニアックを保有する。
診察科は、外科、内科、臨床繁殖科、腫瘍科、臨床放射線科の6科。診療時間は平日9時から11時30分までで、土・日・祝日、及び年末年始などは休診。臨時の休診もある。

## 歴史
- 1940年（昭和15年）：岐阜高等農林学校に獣医学科開設。所在地は稲葉郡那加村（現各務原市那加門前町）。
- 1942年（昭和17年）：岐阜高等農林学校附属家畜病院を開設。
- 1944年（昭和19年）：岐阜農林専門学校附属家畜病院に改称。
- 1949年（昭和24年）：新制岐阜大学が開設される。それに伴い、岐阜大学農学部附属家畜病院に改称。
- 1982年（昭和57年）：現在地に移転。
- 2004年（平成16年）：岐阜大学農学部が岐阜大学応用生物科学部に改称。それに伴い、岐阜大学応用生物科学部附属動物病院に改称。
- 2010年（平成22年）：新棟完成。電子カルテ導入。リニアック導入。旧館は本館として改築。